# Briefmarken-Jahrgang 1989 der Deutschen Bundespost Berlin
Der Briefmarken-Jahrgang 1989 der Deutschen Bundespost Berlin umfasste 20 Sondermarken und zehn Dauermarken.
Alle Ausgaben dieses Jahrganges waren bis zum 31. Dezember 1991 frankaturgültig.
Der Nennwert der Marken betrug 35,75 DM; dazu kamen 4,20 DM als Zuschlag für wohltätige Zwecke.
Als Ergänzungswerte gab es in der Dauermarkenserie „Sehenswürdigkeiten“ vier und in der Serie „Frauen der deutschen Geschichte“ sechs neue Motive; diese erschienen zeitgleich auch mit der Aufschrift Deutsche Bundespost.
Erstmals wurden in diesem Jahrgang zwei Weihnachtsmarken gedruckt, dies waren zugleich die letzten Ausgaben. Im Jahr 1990 erschienen keine weiteren mehr.
Die Anzahl der Wohlfahrtsmarken wurde auf drei reduziert; in den Jahrgängen zuvor waren es immer vier Motive.

## Liste der Ausgaben und Motive
Legende
- Bild: Eine bearbeitete Abbildung der genannten Marke. Das Verhältnis der Größe der Briefmarken zueinander ist in diesem Artikel annähernd maßstabsgerecht dargestellt. Sollten keine Marken abgebildet sein, liegt es daran, dass das Urheberrecht des Künstlers noch nicht erloschen ist.
- Beschreibung: Eine Kurzbeschreibung des Motivs und/oder des Ausgabegrundes. Bei ausgegebenen Serien oder Blocks werden die zusammengehörigen Beschreibungen mit einer Markierung versehen eingerückt.
- Wert: Der Frankaturwert der einzelnen Marke in Pfennig. Ein „+“ bedeutet, dass es sich um eine Zuschlagsmarke handelt (= Frankaturwert + Spende).
- Ausgabedatum: Das Datum des erstmaligen Verkaufs dieser Briefmarke.
- Auflage: Soweit bekannt, wird hier die zum Verkauf angebotene Anzahl dieser Ausgabe angegeben.
- Entwurf: Soweit bekannt, wird hier angegeben, von wem der Entwurf dieser Marke stammt.
- Mi.-Nr.: Diese Briefmarke wird im Michel-Katalog unter der entsprechenden Nummer gelistet.

| Sondermarken | |                  |                       |                      |                         |                      |
| Bild         | Beschreibung | Werte in Pfennig | Ausgabe- datum (1989) | Auflage              | Entwurf                 | Mi.-Nr.              |
|              | Sporthilfe 1989 - Volleyball-Europameisterschaft der Damen in Hamburg, Karlsruhe, Stuttgart                                                       | 100+50           | 9. Februar            | 2.712.000            | Hans Peter Hoch         | 836                  |
|              | - Hockey Champions Trophy in Berlin | 140+60           | 9. Februar            | 2.289.000            | Hans Peter Hoch         | 837                  |
|              | Für die Jugend 1989: Zirkus - Dompteur mit Raubtiergruppe                                                                                         | 60+30            | 20. April             | 2.157.000            | Ernst Kößlinger         | 838                  |
|              | - Trapezkünstler | 70+30            | 20. April             | 2.157.000            | Ernst Kößlinger         | 839                  |
|              | - Jonglierende Seelöwen | 80+35            | 20. April             | 2.152.000            | Ernst Kößlinger         | 840                  |
|              | - Jongleur | 100+50           | 20. April             | 2.172.000            | Ernst Kößlinger         | 841                  |
|              | 40. Jahrestag der Beendigung der Blockade Berlins, Berliner Luftbrücke Luftbrückendenkmal, stilisierter Rosinenbomber, Flaggen der Westalliierten | 60               | 5. Mai                | 9.600.000            | Bernd Görs              | 842                  |
|              | Kongress der Internationalen Organisation der Obersten Rechnungskontrollbehörden Kongressemblem, Rotstift                                         | 80               | 5. Mai                | 6.100.000            | Heinz Schillinger       | 843                  |
|              | 100. Geburtstag von Ernst Reuter | 100              | 13. Juli              | 7.100.000            | Gerd Aretz              | 846                  |
|              | Internationale Funkausstellung Berlin (IFA) Satellit, Teil eines Parabolspiegels, Ausstellungsemblem                                              | 100              | 13. Juli              | 7.100.000            | Bernd Görs              | 847                  |
|              | 200. Geburtstag von Peter Joseph Lenné Hintergrund Verschönerungsplan des Berliner Tiergartens                                                    | 60               | 10. August            | 8.600.000            | Bernd Görs              | 850                  |
|              | 100. Geburtstag von Carl von Ossietzky Hintergrund Titelbild der „Weltbühne“                                                                      | 100              | 10. August            | 7.115.000            | Bernd Görs              | 851                  |
|              | Wohlfahrtsmarken 1989: Postbeförderung im Laufe der Jahrhunderte - Briefbote (15. Jahrhundert)                                                    | 60+30            | 12. Oktober           | 9.164.100            | Peter Steiner           | 852                  |
|              | - Brandenburgischer Postwagen (um 1700) | 80+35            | 12. Oktober           | 5.783.900            | Peter Steiner           | 853                  |
|              | - Preußische Postbeamte (19. Jahrhundert) | 100+50           | 12. Oktober           | 12.185.100           | Peter Steiner           | 854                  |
|              | 450. Jahrestag der Reformation im Kurfürstentum Brandenburg St. Nikolai in Berlin-Spandau                                                         | 60               | 12. Oktober           | 9.600.000            | Bernd Görs              | 855                  |
|              | 300 Jahre Französisches Gymnasium Berlin Schulgebäude (1701–1873), Titelblatt der Schulordnung (1689), Dienstsiegel (1713)                        | 40               | 12. Oktober           | 9.618.000            | Bernd Görs              | 856                  |
|              | 100. Geburtstag von Hannah Höch Die Journalisten, Gemälde von Hannah Höch                                                                         | 100              | 12. Oktober           | 6.120.000            | Paula Schmidt-Dudeck    | 857                  |
|              | Weihnachtsmarken 1989 Details aus dem „Englischen Gruß“ von Veit Stoß: - Engel                                                                    | 40+20            | 16. November          | 5.675.800            | Herbert Stelzer         | 858                  |
|              | - Anbetung der Könige | 60+30            | 16. November          | 4.715.000            | Herbert Stelzer         | 859                  |
| Dauermarken  | |                  |                       |                      |                         |                      |
| Bild         | Beschreibung | Werte in Pfennig | Ausgabe- datum (1989) | Auflage Berlin, Bund | Entwurf                 | Mi.-Nr. Berlin, Bund |
|              | Dauermarkenserie: Frauen der deutschen Geschichte - Alice Salomon                                                                                 | 500              | 12. Januar            | 8.900.000            | Gerd Aretz              | 830 1397             |
|              | - Emma Ihrer | 5                | 9. Februar            | 8.900.000            | Gerd Aretz              | 833 1405             |
|              | - Lotte Lehmann | 180              | 13. Juli              | 6.886.000            | Gerd Aretz              | 844 1427             |
|              | - Luise von Preußen | 250              | 13. Juli              | 6.886.000            | Gerd Aretz              | 845 1428             |
|              | - Cécile Vogt | 140              | 10. August            | 9.390.000            | Gerd Aretz              | 848 1432             |
|              | - Fanny Hensel geb. Mendelssohn | 300              | 10. August            | 6.890.000            | Gerd Aretz              | 849 1433             |
|              | Dauermarkenserie: Sehenswürdigkeiten - Nofretete-Büste Berlin                                                                                     | 20               | 12. Januar            |                      | Sibylle und Fritz Haase | 831 1398             |
|              | - Bronzekanne Fürstinnengrab Reinheim | 140              | 12. Januar            |                      | Sibylle und Fritz Haase | 832 1401             |
|              | - Gnadenkapelle Altötting | 100              | 9. Februar            |                      | Sibylle und Fritz Haase | 834 1406             |
|              | - Externsteine Horn-Bad Meinberg | 350              | 9. Februar            |                      | Sibylle und Fritz Haase | 835 1407             |